# Vosleria australia
Vosleria australia är en stekelart som först beskrevs av Girault 1917.  Vosleria australia ingår i släktet Vosleria och familjen sköldlussteklar. Inga underarter finns listade i Catalogue of Life.